# Bayárcal
Bayárcal – gmina w Hiszpanii, w prowincji Almería, w Andaluzji, o powierzchni 38,02 km². W 2011 roku gmina liczyła 376 mieszkańców.